# Aucey-la-Plaine
Aucey-la-Plaine é uma comuna francesa na região administrativa da Normandia, no departamento Mancha. Estende-se por uma área de 9,35 km². Em 2010 a comuna tinha 429 habitantes (densidade: 45,9 hab./km²).